# Diribe Welteji
Diribe Welteji, född 13 maj 2002, är en etiopisk friidrottare som tävlar i medeldistanslöpning.

## Karriär
Vid världsmästerskapen i friidrott år 2023 i Budapest tog Welteji silver på 3 000 meter hinder.